# 1-乙基吲哚
1-乙基吲哚是一种有机化合物，化学式为C10H11N，它可由吲哚和溴甲烷在氢氧化钾或氢化钠存在下反应得到。它和二甲基甲酰胺、三氯氧磷反应，可以得到1-乙基吲哚-3-甲醛。